# Unione Sportiva Arsenaltaranto 1953-1954
Questa voce raccoglie le informazioni riguardanti l'Unione Sportiva Arsenaltaranto nelle competizioni ufficiali della stagione 1953-1954.

## Rosa
| N. |                   | Ruolo | Calciatore          |
| -- | ----------------- | ----- | ------------------- |
|    | Italia (bandiera) | C     | Mario Bernardel     |
|    | Italia (bandiera) | D     | Silvano Bot         |
|    | Italia (bandiera) | C     | Alferio Bullian     |
|    | Italia (bandiera) | C     | Fulvio Castaldi     |
|    | Italia (bandiera) | A     | Vincenzo Castellano |
|    | Italia (bandiera) | C     | Pietro Castignani   |
|    | Italia (bandiera) | D     | Franco Civolani     |
|    | Italia (bandiera) | A     | Enrico Cuoghi       |
|    | Italia (bandiera) | C     | Giancarlo Fabrello  |
|    | Italia (bandiera) | A     | Amalio Ferrarese    |

| N. |                   | Ruolo | Calciatore         |
| -- | ----------------- | ----- | ------------------ |
|    | Italia (bandiera) | C     | Alessandro Ferrari |
|    | Italia (bandiera) | P     | Roberto Franchin   |
|    | Italia (bandiera) | C     | Lamberto Giorgis   |
|    | Italia (bandiera) | C     | Mario Gobatto      |
|    | Italia (bandiera) | D     | Giovanni Manzella  |
|    | Italia (bandiera) | C     | Giordano Moiraghi  |
|    | Italia (bandiera) | P     | Giovanni Rossetti  |
|    | Italia (bandiera) | D     | Mirco Tagliamento  |
|    | Italia (bandiera) | A     | Gino Tormese       |

## Risultati

### Campionato

#### Girone di andata
| 13 settembre 1954 1ª giornata | Arsenaltaranto | 2 – 0 | Sambenedettese |  |

| 20 settembre 1959 2ª giornata | Ozo Mantova | 1 – 2 | Arsenaltaranto |  |

| 27 settembre 1954 3ª giornata | Sanremese | 2 – 1 | Arsenaltaranto |  |

| 4 ottobre 1954 4ª giornata | Arsenaltaranto | 3 – 0 | Toma Maglie |  |

| 11 ottobre 1954 5ª giornata | Venezia | 3 – 2 | Arsenaltaranto |  |

| 18 ottobre 1954 6ª giornata | Livorno | 2 – 0 | Arsenaltaranto |  |

| 25 ottobre 1954 7ª giornata | Arsenaltaranto | 3 – 1 | Catanzaro |  |

| 1 novembre 1954 8ª giornata | Empoli | 0 – 0 | Arsenaltaranto |  |

| 8 novembre 1954 9ª giornata | Arsenaltaranto | 1 – 0 | Siracusa |  |

| 22 novembre 1954 10ª giornata | Lecco | 0 – 1 | Arsenaltaranto |  |

| 29 dicembre 1954 11ª giornata | Arsenaltaranto | 2 – 0 | Pisa |  |

| 6 dicembre 1954 12ª giornata | Arsenaltaranto | 1 – 1 | Lecce |  |

| 20 dicembre 1954 13ª giornata | Arsenaltaranto | 3 – 2 | Lucchese |  |

| 27 ottobre 1945 14ª giornata | Carrarese P. Binelli | 1 – 1 | Arsenaltaranto |  |

| 3 gennaio 1955 15ª giornata | Arsenaltaranto | 2 – 0 | Carbosarda |  |

| 10 gennaio 1955 16ª giornata | Arsenaltaranto | 1 – 0 | Piacenza |  |

| 17 gennaio 1955 17ª giornata | Parma | 2 – 0 | Arsenaltaranto |  |

#### Girone di ritorno
| 31 gennaio 1955 18ª giornata | Sambenedettese | 3 – 0 | Arsenaltaranto |  |

| 7 febbraio 1955 19ª giornata | Arsenaltaranto | 3 – 2 | Mantova |  |

| 14 febbraio 1955 20ª giornata | Sanremese | 0 – 0 | Arsenaltaranto |  |

| 21 febbraio 1955 21ª giornata | Toma Maglie | 3 – 1 | Arsenaltaranto |  |

| 28 febbraio 1955 22ª giornata | Arsenaltaranto | 4 – 1 | Venezia |  |

| 7 marzo 1955 23ª giornata | Arsenaltaranto | 1 – 2 | Livorno |  |

| 14 marzo 1955 24ª giornata | Catanzaro | 4 – 1 | Arsenaltaranto |  |

| 21 aprile 1955 25ª giornata | Arsenaltaranto | 2 – 0 | Empoli |  |

| 28 aprile 1955 26ª giornata | Siracusa | 1 – 0 | Arsenaltaranto |  |

| 4 aprile 1955 27ª giornata | Arsenaltaranto | 2 – 1 | Lecco |  |

| 18 aprile 1955 28ª giornata | Pisa | 0 – 1 | Arsenaltaranto |  |

| 25 maggio 1955 29ª giornata | Arsenaltaranto | 2 – 0 | Lecce |  |

| 2 maggio 1955 30ª giornata | Lucchese | 0 – 1 | Arsenaltaranto |  |

| 9 maggio 1955 31ª giornata | Arsenaltaranto | 3 – 0 | Carrarese P. Binelli |  |

| 16 maggio 1955 32ª giornata | Carbosarda | 3 – 2 | Arsenaltaranto |  |

| 23 maggio 1955 33ª giornata | Piacenza | 1 – 1 | Arsenaltaranto |  |

| 30 maggio 1955 34ª giornata | Arsenaltaranto | 1 – 0 | Parma |  |